# Sant Bartomeu de Camallera
Sant Bartomeu és una església parroquial al nucli urbà de la població de Camallera, a la part de ponent del terme, amb la façana principal orientada a la plaça Feliu.
És una església d'una sola nau amb creuer i cúpula semiesfèrica, i la capçalera de planta rectangular actualment orientada a tramuntana. Fou objecte d'una reforma efectuada a mitjans del segle XX que va amagar les restes de l'edifici original i va canviar l'orientació de la nau. Així doncs, el primitiu temple romànic amb absis semicircular orientat a llevant, fou transformat en el creuer del temple actual, amb l'antic presbiteri reconvertit en capella lateral. Alhora, amb l'ampliació de l'edifici cap al sud mitjançant la construcció d'una nova nau, l'església presenta una planta assimilada a la creu llatina.
La nau principal està coberta amb volta de canó, inclòs el presbiteri actual, mentre que el transsepte presenta la volta lleugerament apuntada, amb l'antic absis cobert amb volta de quart d'esfera. La cúpula, sostinguda per petxines i situada a la intersecció entre les dues naus, presenta un tambor cilíndric amb diverses obertures. La comunicació entre els espais es fa a través d'arcs de mig punt bastits amb carreus de pedra motllurats. Als peus de la nau principal hi ha el cor i a l'absis, la porta que dona accés a la sagristia, presenta la llinda gravada amb l'any 1741. L'accés a l'interior del temple no es va canviar amb la reforma contemporània i es continua fent pel costat de ponent de l'actual transsepte. A l'interior del temple, damunt la porta del cor, hi ha una làpida datada el 1343 que en origen estava situada a l'exterior, abans de la restauració dels anys cinquanta.
La façana principal presenta una portalada rectangular amb l'emmarcament de pedra, coronada per un frontó triangular i emmarcada amb pinacles rematats amb relleus circulars, i per sobre, un rosetó adovellat amb reixa de ferro. Ambdues obertures estan integrades dins la decoració que guarneix la façana. Un petit plafó integrat al parament recorda la reforma efectuada l'any 1951. A l'extrem sud hi ha el campanar, amb la base quadrangular bastida amb pedra ben escairada i la resta construït en totxo. Presenta una alçada considerable, amb obertures d'arc rebaixat a la part superior i coberta piramidal.
A l'interior del temple, destaquen les pintures al fresc de la cúpula, obra de Josep Maria Prim. Aquest pintor va començar a pintar el baptisteri del temple, però la decoració restà inacabada, a diferència de la cúpula. També destaca una làpida de pedra situada damunt la porta d'accés al cor, gravada amb caràcters gòtics i la data de 1343. L'absis de la primitiva església és en l'actualitat la capella del Roser.
Les notícies referents a l'església de Camallera comencen a aparèixer al darrer quart del segle xii, mencionant-la amb el nom de capella. Posteriorment fou agregada a la parròquia de Gaüses. Al segle xiii, en les Rationes decimarum torna a aparèixer com a capella i, posteriorment, en dos nomenclàtors d'esglésies datats a finals del segle xiv, es torna a repetir la mateixa denominació, depenent encara de la parròquia de Gaüses. És, però, en aquest moment entre finals del segle xiv i el segle xv, que Sant Bartomeu de Camallera es segrega de Gaüses i es converteix en parròquia independent. Posteriorment, en la documentació conservada d'època moderna, manté la categoria de parroquial fins a l'actualitat.
A mitjans del segle xx, l'església fou objecte d'una gran ampliació i rehabilitació duta a terme l'any 1951. Les restes del primitiu temple romànic quedaren amagades per altres construccions i la nau principal patí un canvi d'orientació. De fet, la part superior de l'absis original s'observa exteriorment des del carrer de l'Església. En canvi, la part inferior només és visible des l'interior d'una casa adossada al segle xvi, situada formant cantonada entre el carrer i la travessera de l'Església. Està bastit amb carreus de pedra ben escairats, amb una petita finestra de doble esqueixada. Fins fa poc temps, la casa era un taller de fusteria.